# 曹震
曹震（？—1393年），濠州（安徽凤阳）人，明朝初期军事将领，景川侯。

## 生平
其早年跟随朱元璋起兵，任职指揮使。洪武十二年，因西征而封功为景川侯。后跟从蓝玉征讨云南，攻下臨安、威楚等地，招降閻乃馬歹等。后在贵州四川等地修建驛道。疏通永宁河寫《开永宁河碑记》存世。楊慎《升菴集》寫作了《讀江門驛景川侯曹公開河碑》詩、《景川曹侯庙碑记》。二十一年，与葉升平定东川叛乱。后因为蓝玉案，曹震被诬陷其图谋不轨，被判为逆党，其与子曹炳被诛杀。曹震妻是朱元璋長子朱標乳母，朱元璋下令她和藍玉妻俱悬铁牌，沿门乞食以辱之。季子曹𧙗在湖北武岡做官沒有被連坐殺死，做了30年官死去。